# پلوگف
پلوگف (به فرانسوی: Plogoff) یک کمون در فرانسه است که در بخش فینیستر بریتانی در شمال غربی فرانسه واقع شده‌است. این کمون شامل سه بندر کوچک مناسب برای کشتی‌های کوچک به نام‌های پورس لوبوس، فیونتن‌اود و بستری است. صنایع محلی آن شامل گردشگری، بیسکویت سازی سنتی، کشاورزی و ماهیگیری می‌باشد.

## خصوصیات
پلوگف ۱۱٫۷۳ کیلومترمربع مساحت و ۱٬۳۷۴ نفر جمعیت دارد.

## نگارخانه

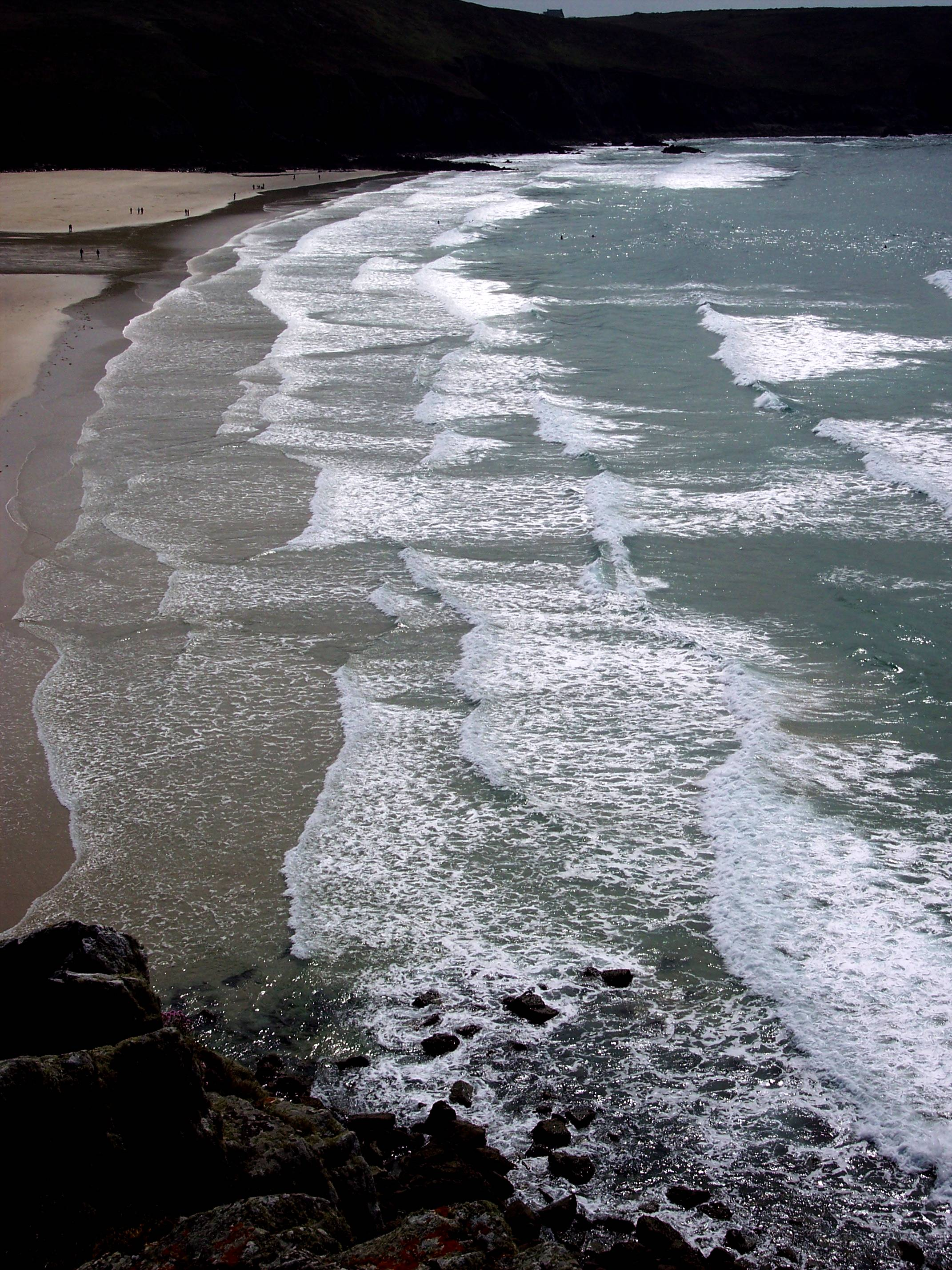
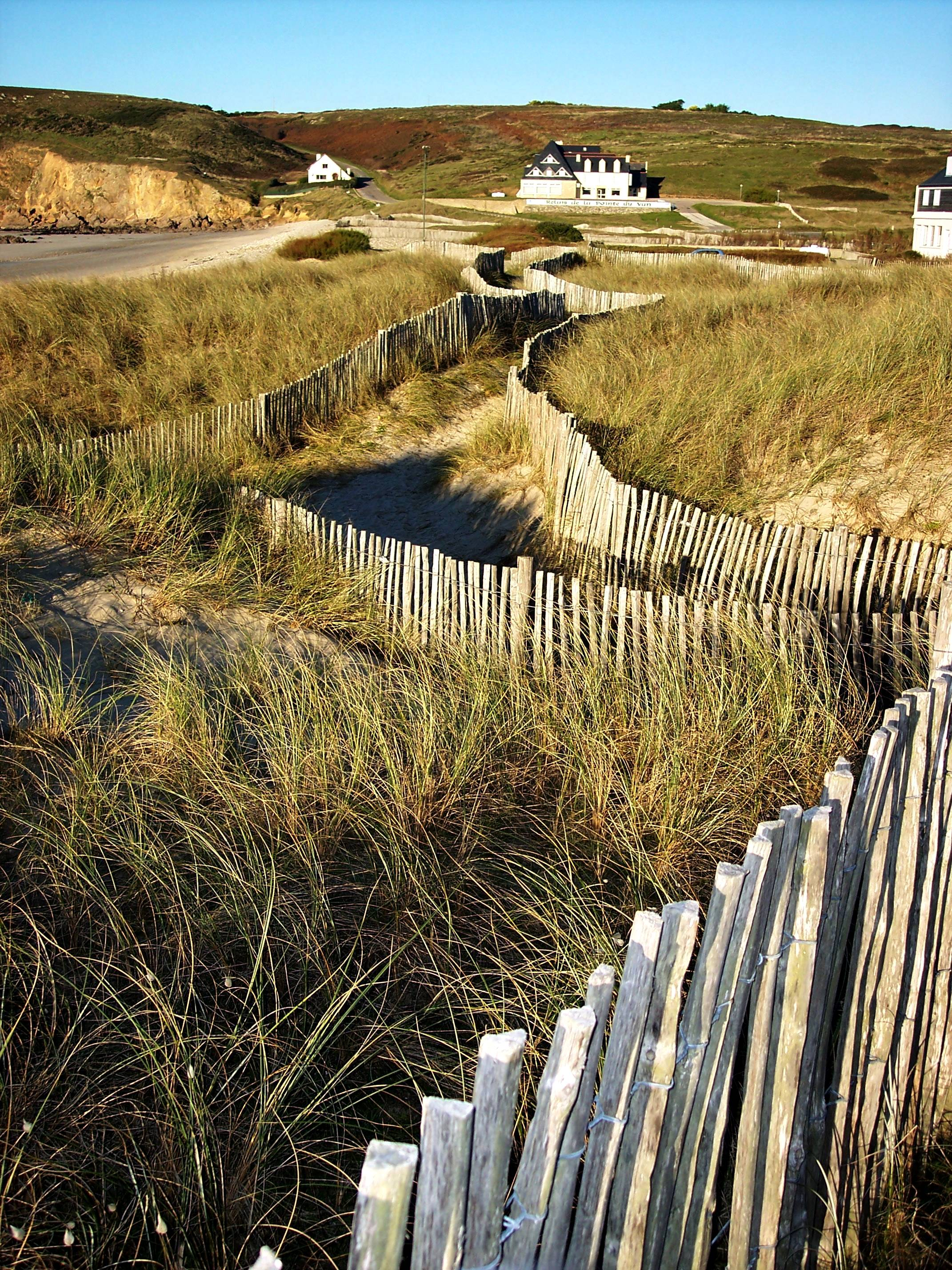